# Medvegy Nóra
Medvegy Nóra dr. (Tatabánya, 1977. március 29. –) orvos, jogász, közgazdász, magyar sakkozó, nemzetközi mester (IM), női nemzetközi nagymester (WGM), U18 korosztályos és kétszeres felnőtt női magyar bajnok, U18 korosztályos Európa-bajnoki bronzérmes, kétszeres sakkolimpikon.

## Élete
2001-ben végzett az orvosi egyetemen, majd elvégezte az ELTE jogi, és a Corvinus Egyetem közgazdász szakokleveles képzését is.
Testvére Medvegy Zoltán, valamint férje Gyimesi Zoltán szintén sakkozók, mindketten nemzetközi sakknagymesterek. Három gyermekük van, legidősebb a 2001-ben született Péter, a 2003-ban született Gergely és a 2006-ban született Flóra.

## Pályafutása
1994-ben megnyerte az U18 korosztályos ifjúsági magyar bajnokságot. Több alkalommal vett részt a korosztályos ifjúsági sakk világ- és Európa-bajnokságokon, 1995-ben az U18 ifjúsági sakk-Európa-bajnokságon bronzérmet szerzett.
Megnyerte az 1995 év elején rendezett 1994. évi, valamint az 1999-es magyar női sakkbajnokságot. 2003-ban és 2007-ben 2. helyezést ért el, 1997-ben és 2002-ben bronzérmet szerzett, 2009-ben a 3-4. helyen végzett.
2006-ban abszolút első helyezést ért el az országos orvos-sakkbajnokságon.
2002-ben kapta meg a női nemzetközi nagymesteri (WGM) címet. Eredményei alapján 2005-ben a férfiakkal közös mezőnyben is nemzetközi mesteri (IM) címet ért el. A címhez szükséges normákat 2002-ben a XXVII. Elekes Dezső emlékversenyen, valamint a 2003/2004-es és a 2004/2005-ös szezonban a magyar sakkcsapat bajnokságon elért eredményeivel teljesítette.
A 2018. novemberben érvényes Élő-pontértéke 2355. Legmagasabb pontértéke a 2004. júliusban elért 2407 volt, ezzel akkor a világranglista 45. helyén állt.
A magyar ranglistán 2018. novemberben az aktív női versenyzők között a 4. helyen állt.

## Csapateredményei
Két alkalommal szerepelt a magyar női válogatott tagjaként a sakkolimpián, 1996-ban és 1998-ban.
2005-ben tagja volt a női Európa-bajnokságon szereplő válogatottnak.
1998-ban tagja volt a MITROPA Kupán szereplő magyar válogatottnak.

## Kiemelkedő versenyeredményei
- 1. helyezés: Bad Wiessee (2000)[19]
- 1. helyezés: Elekes Dezső emlékverseny IM-verseny, Budapest (2002)[20][21]
- 1. helyezés (nők között): Chess Festival Gibraltár (2003)[22]
- 2-5. helyezés: Balatonalmádi (2006)[23]
- 3. helyezés: Magyar női KO bajnokság, Budapest (2007)[24]
- 3. helyezés: Magyar női bajnokság döntő, Eger (2009)[25]